# James W. Hall
Pour les articles homonymes, voir James Hall et Hall.
James W. Hall, né le 4 juillet 1947 à Hopkinsville dans le Kentucky, est un écrivain américain, auteur de roman policier.

## Biographie
Il fait des études à l'université de l'Utah, où il obtient un doctorat, puis il enseigne la créativité littéraire à l'université de Miami.
Après avoir écrit, et publié dès 1976, de la poésie, il fait paraître en 1987 son premier roman, En plein jour (Under Cover of Daylight) dans lequel il met en scène le personnage de Thorn, fils adoptif de la victime. Thorn est le héros de quatorze romans.
Selon Claude Mesplède, « la plupart des romans de James W. Hall, considéré comme l'un des spécialistes du thriller écologique, sont dominés par les thèmes de la rapacité, la vengeance et le mépris de la nature ; des récits où, par ailleurs, l'on s'entretue allègrement ».
En 2003, il est lauréat du prix Shamus du meilleur roman pour Blackwater Sound et en 2006, du prix Edgar-Allan-Poe de la meilleure nouvelle pour The Catch.

## Œuvre

### Romans

#### SérieThorn
- Under Cover of Daylight (1987) Publié en français sous le titre En plein jour, Paris, Éditions Albin Michel, coll. « Spécial suspense » (1989)  (ISBN 2-226-03721-7) ; réédition sous le titre Trafic en plein jour, J'ai lu no 3734 (1994)  (ISBN 2-277-23734-5)
- Tropical Freeze (1990)
- Mean High Tide (1994) Publié en français sous le titre Marée rouge, Paris, Éditions Albin Michel, coll. « Spécial suspense » (1994)  (ISBN 2-226-07596-8) ; réédition LGF, coll. « Le Livre de poche » no 17271 (2003)  (ISBN 2-253-17271-5)
- Gone Wild (1995) Publié en français sous le titre Tueurs de jungle, Paris, Éditions Albin Michel, coll. « Spécial suspense » (1997)  (ISBN 2-226-08737-0)
- Buzz Cut (1997) Publié en français sous le titre Court-circuit, Paris, Éditions Albin Michel, coll. « Spécial suspense » (1999)  (ISBN 2-226-11376-2) ; réédition LGF, coll. « Le Livre de poche » no 17247 (2002)  (ISBN 2-253-17247-2)
- Red Sky at Night (1997)
- Blackwater Sound (2002)
- Off the Chart (2003)
- Magic City (2007) Publié en français sous le titre N'oublie jamais, Paris, City éditions (2008)  (ISBN 978-2-35288-140-7)
- Hell's Bay (2008)
- Silencer (2011)
- Dead Last (2011)
- Going Dark (2013)
- The Big Finish (2014)

#### Autres romans
- Bones of Coral (1992) Publié en français sous le titre Bleu Floride, Paris, Éditions Albin Michel, coll. « Spécial suspense » (1993)  (ISBN 2-226-05949-0) ; réédition J'ai lu no 3952 (1995)  (ISBN 2-277-23952-6)
- Hard Aground (1993)
- Body Language (1998)
- Rough Draft (2000)
- Forests of the Night (2004)

### Nouvelles
- The Death at the Picnic (1979)
- The Hair Contest (1979)
- Crack (1999) Publié en français sous le titre Fissure, dans le recueil Meurtres et Obsessions, Paris, Éditions Albin Michel (2001)  (ISBN 2-226-12118-8), réédition LGF, coll. « Le Livre de poche » no 17315 (2003)  (ISBN 2-253-17315-0)
- The Catch (2006)

### Recueil de nouvelles
- Paper Products (1990)

### Poésie
- The Lady from the Dark Green HIlls (1976)
- The Mating Reflex (1980)
- Ham Operator: Poetry and Fiction (1980)
- False Statements (1986)

### Autres ouvrages
- Hot Damn!: Alligators in the Casino, Nude Women in the Grass, How Seashells Changed the Course of History, and Other Dispatches from Paradise (2002)
- Hit Lit: Cracking the Code of the Twentieth Century's Biggest Bestsellers (2012)

## Prix et distinctions
- Prix Shamus 2003 du meilleur roman pour Blackwater Sound
- Prix Edgar-Allan-Poe 2006 de la meilleure nouvelle pour The Catch

## Sources
: document utilisé comme source pour la rédaction de cet article.
- Claude Mesplède (dir.), Dictionnaire des littératures policières, vol. 1 : A - I, Nantes, Joseph K, coll. « Temps noir », 2007, 1054 p. (ISBN 978-2-910-68644-4, OCLC 315873251), p. 916